# Ковиљка Смиљковић
Ковиљка Смиљковић (Страгари, март 1936) српска је је књижевница, учитељ, филолог. Дипломирала је на Филолошком факултету Универзитета у Београду. Живи у Јагодини.

## Биографија
Рођена 1936. године у Страгарима у породици Михајла и Видосаве Ћатић као најмлађе од петоро деце. Основну школу завршила је у засеоку Страгара, јер је стара школа у рату била спаљена. Гимназију је завршила у Крагујевцу и уписала се у Учитељску школу. Као бригадир учествовала је у изградњи Фабрике каблова Светозарево у тадашњем Светозареву, данас Јагодини. Након завршене Учитељске школе добила је службу у влашком селу Калудрову, а са положеним стручним испитом добија премештај у Пожаревац у осмогодишњу школу Вељко Драгошевић. Заједно са супругом, професором историје, Миодрагом Смиљковићем одлази на службовање у Дервенту. Из Дервенте се сели у Јагодину и почиње да ради прво као наставник руског језика у Кочином Селу а већ 1961. године прелази у основну школу Бошко Ђуричић као учитељ и помоћник директора школе. Године 1980. долази на чело Галерије самоуких ликовних уметника (данас Музеј наивне и маргиналне уметности у Јагодини) и тамо остаје до 2001. године када одлази у пензију. Писац је бројних романа, аутор и коаутор каталога изложби, монографија и биографија наивних уметника Србије. Има два сина и петоро унучади.

## Награде и признања
1. Диплома о додељеној значки Златна буктиња, 1986. године за несебичан, предан и дуготрајан рад и стваралачки допринос у ширењу културе
2. Златну значку културно просветне заједнице, 1987. године за несебичан, предан и дуготрајан рад и стваралачки допринос у ширењу културе народа и народности Ср Србије
3. Златну значку културно просветне заједнице, 1997. године за несебичан, предан и дуготрајан рад и стваралачки допринос у ширењу културе
4. Захвалницу за изузетан допринос у афирмацији културе града Јагодине
5. Вукову награду 1998. године за изузетан допринос развоју култре у Републици Србији и свесрпском културном простору
6. Жене Југославије, 1999. године.[1]

## Одабрана библиографија

### Романи
- Гнездо (Јагодина:Народна библиотека у Јагодини,2002)
- Трагови (Јагодина:Народна библиотека у Јагодини,2007)
- Породичне тајне (Јагодина:Народна библиотека у Јагодини,2008)
- Отровни цветови мржње (Јагодина:Народна библиотека у Јагодини,2009)
- Живот обележен убиством (Јагодина:Народна библиотека у Јагодини,2010)
- Пријатељице (Јагодина:Народна библиотека у Јагодини,2012)
- Њен амерички сан (Јагодина:Народна библиотека у Јагодини,2013)
- Светлост у тами (Јагодина:Народна библиотека у Јагодини,2015)
- Повратак отете љубави (Јагодина:Народна библиотека у Јагодини,2017)[3]

### Каталози
- Women painters from Serbia and from Cyprus ,Paphos 12-19.1.1999.
- Творевина народног духа и културно наслеђе завичајног простора , Вуков сабор у Тршићу 98
- Ликовна колонија Буковичка бања 99, 1999. године
- XIV ликовна колонија Зајечар 2002, Дом омладине Зајечар, од 5-11. августа
- Жене наивни ствараоци Србије:Музеј наивне уметности Јагодина,1999.
- Цртеж у наивној уметности,2002.